# Rabiea albipuncta
Rabiea albipuncta là một loài thực vật có hoa trong họ Phiên hạnh. Loài này được (Haw.) N.E.Br. miêu tả khoa học đầu tiên năm 1931.